# Chérisy (Yonne)
Pour les articles homonymes, voir Chérisy (homonymie).
Chérisy est une ancienne Ferme fortifiée de la commune de Montréal, un ancien village français situé dans le département de l'Yonne et la région Bourgogne-Franche-Comté.

## Situation géographique
Chérisy est située au bord du Serein sur la commune de Montréal à environ 12 km au nord-est d'Avallon, en Bourgogne.

## Toponymie
Attesté sous les formes Cherisey 1382 (chap. de Montréal), Cherisy en 1543 (rôles des feux du baill. d'Avallon, arch. de la Côte-d'Or), Chérisy en 1725 (chap. de Montréal), Saint-Pierre-de-Cérisy en 1783 (état des villes, bourgs, etc. de Bourgogne).

## Histoire
Dans un testament de 1382 l'église de Chérisy (appelée alors Charisiaco) est considérée comme la mère-église de Montréal.
L'implantation d'une collégiale à Montréal va peu à peu vider le village de Chérisy de ses habitants au profit de Montréal.
Aujourd'hui, il ne reste plus que la ferme fortifiée comme témoin de cette époque.

## Personnages célèbres
François Ier en 1521 vient à Montréal présider les États de Bourgogne. À l'époque, la paroisse de Montréal est située à l'église de Chérisy. C'est seulement au XVIIe siècle que Montréal aura sa propre paroisse.

## Lieux et monuments
- Ferme fortifiée du XVe siècle

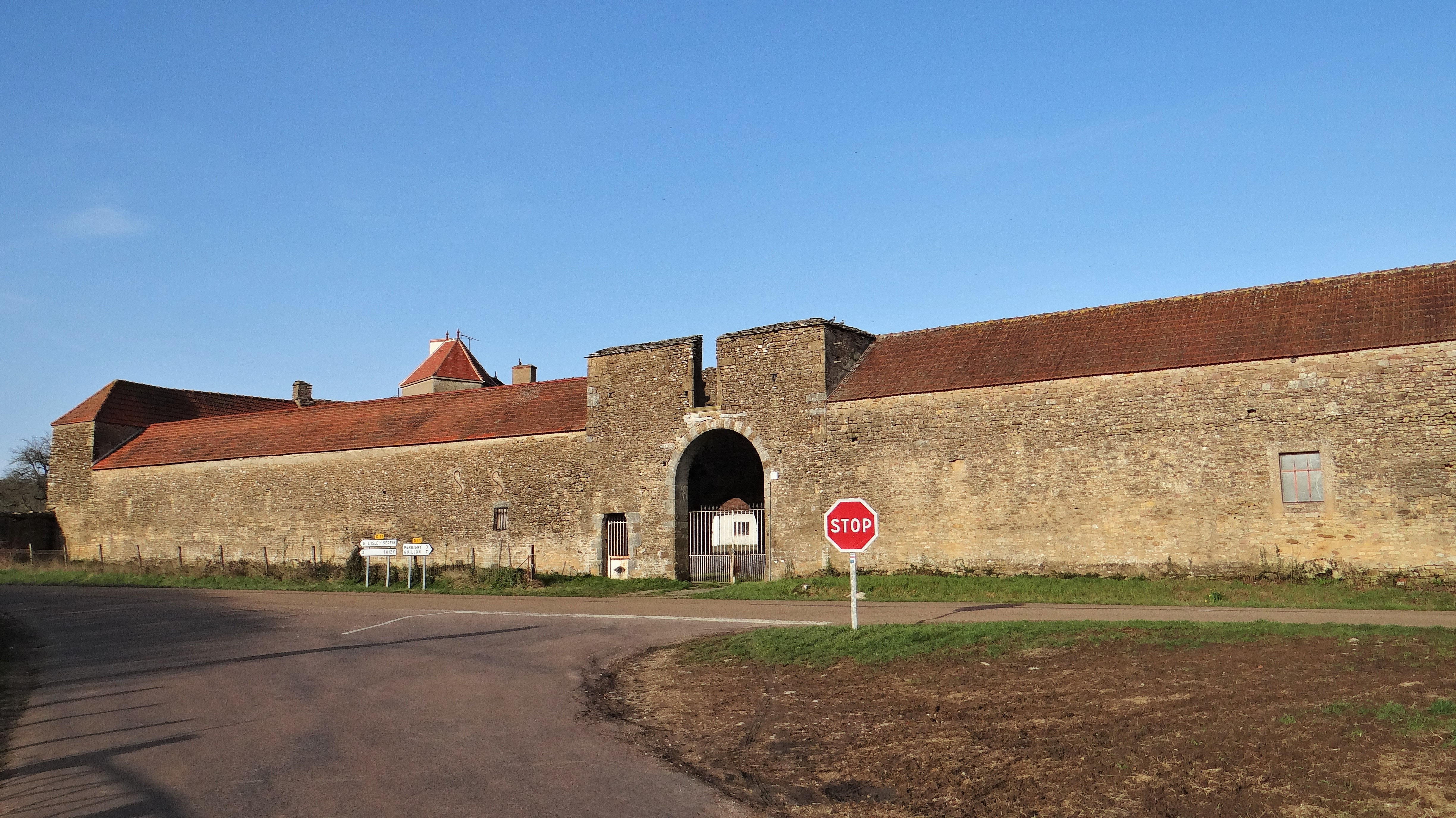
Ferme fortifiée.
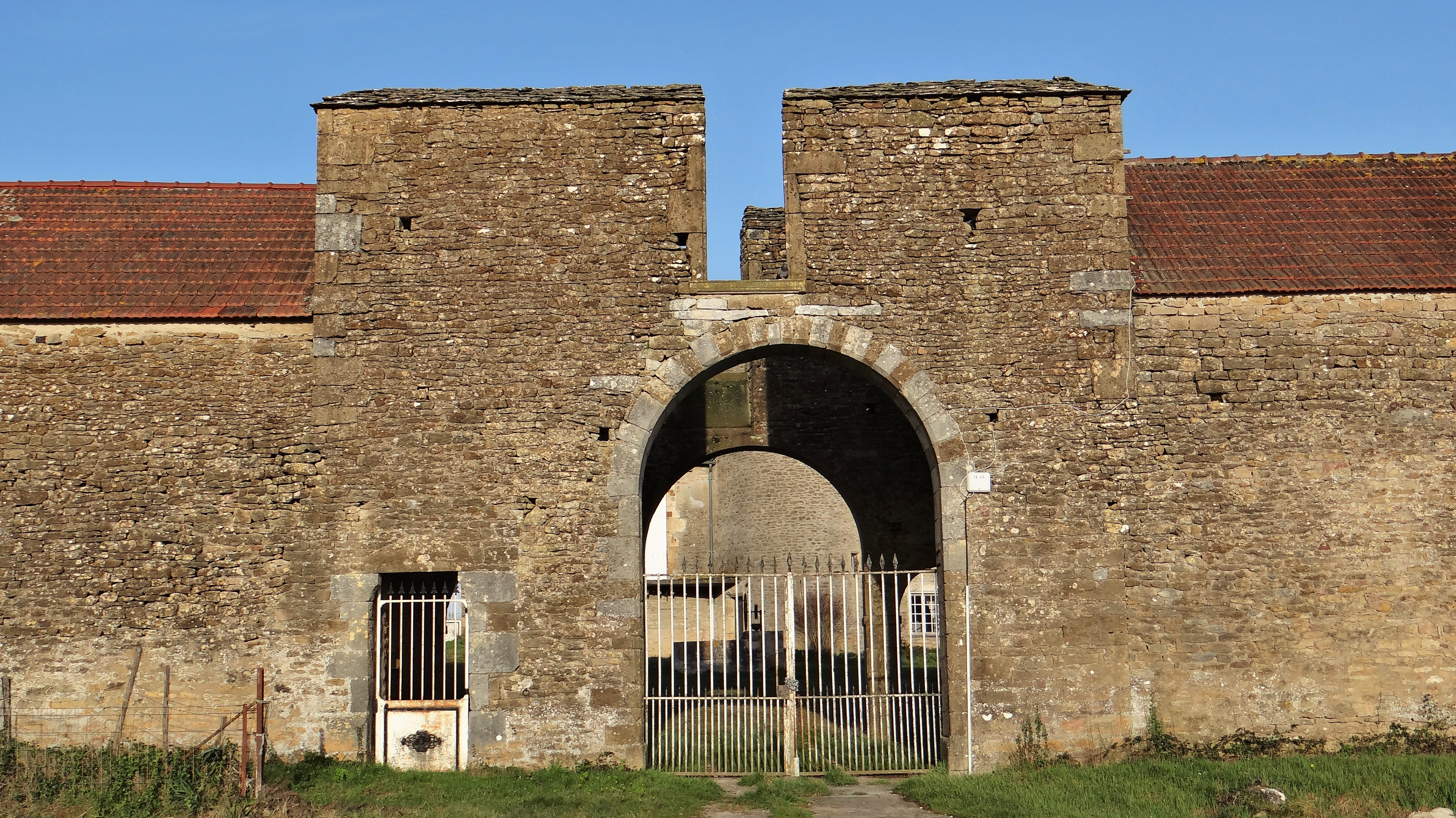
Porte d'entrée de la Ferme fortifiée.
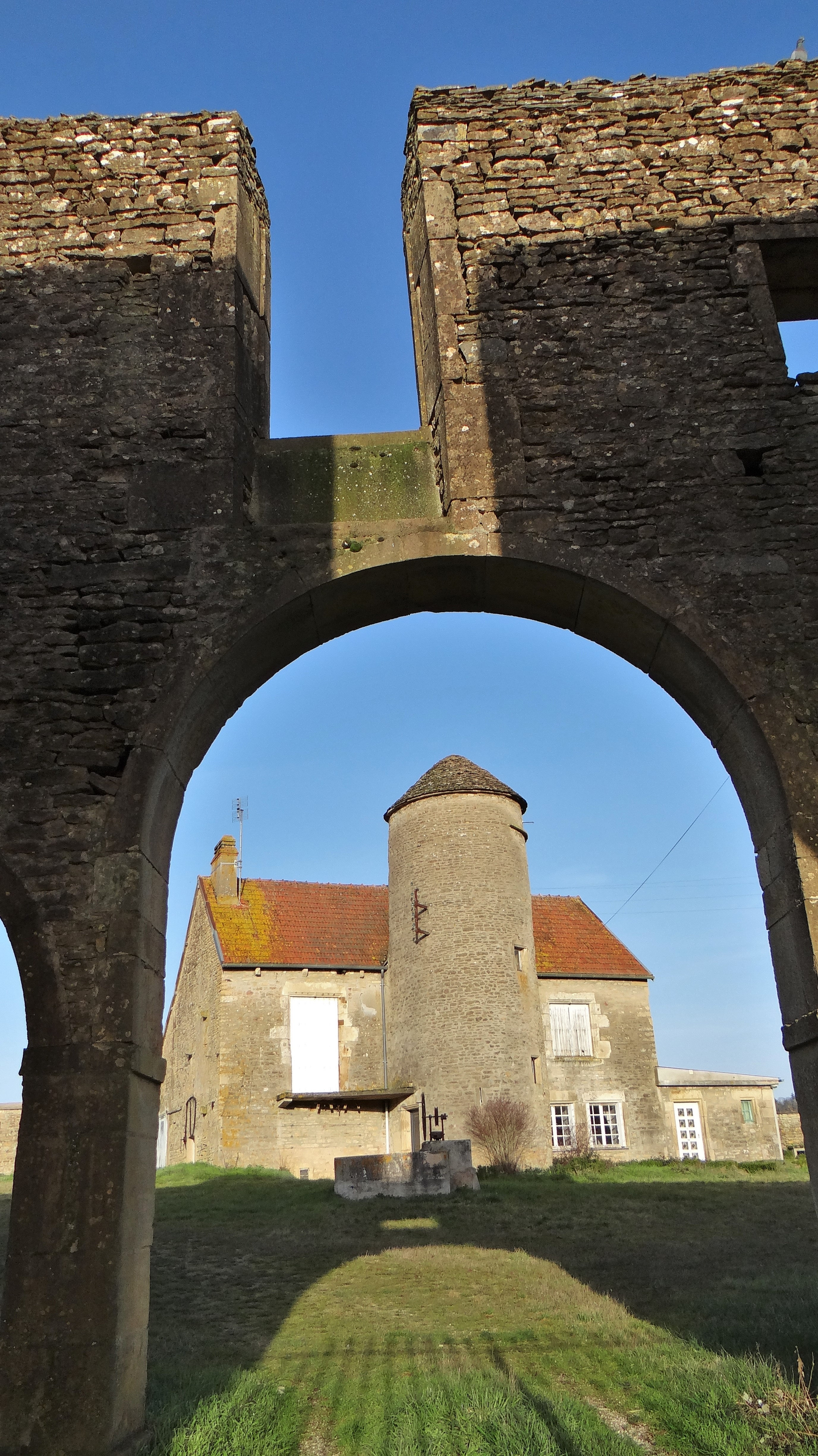
Cours intérieure de la Ferme fortifiée.
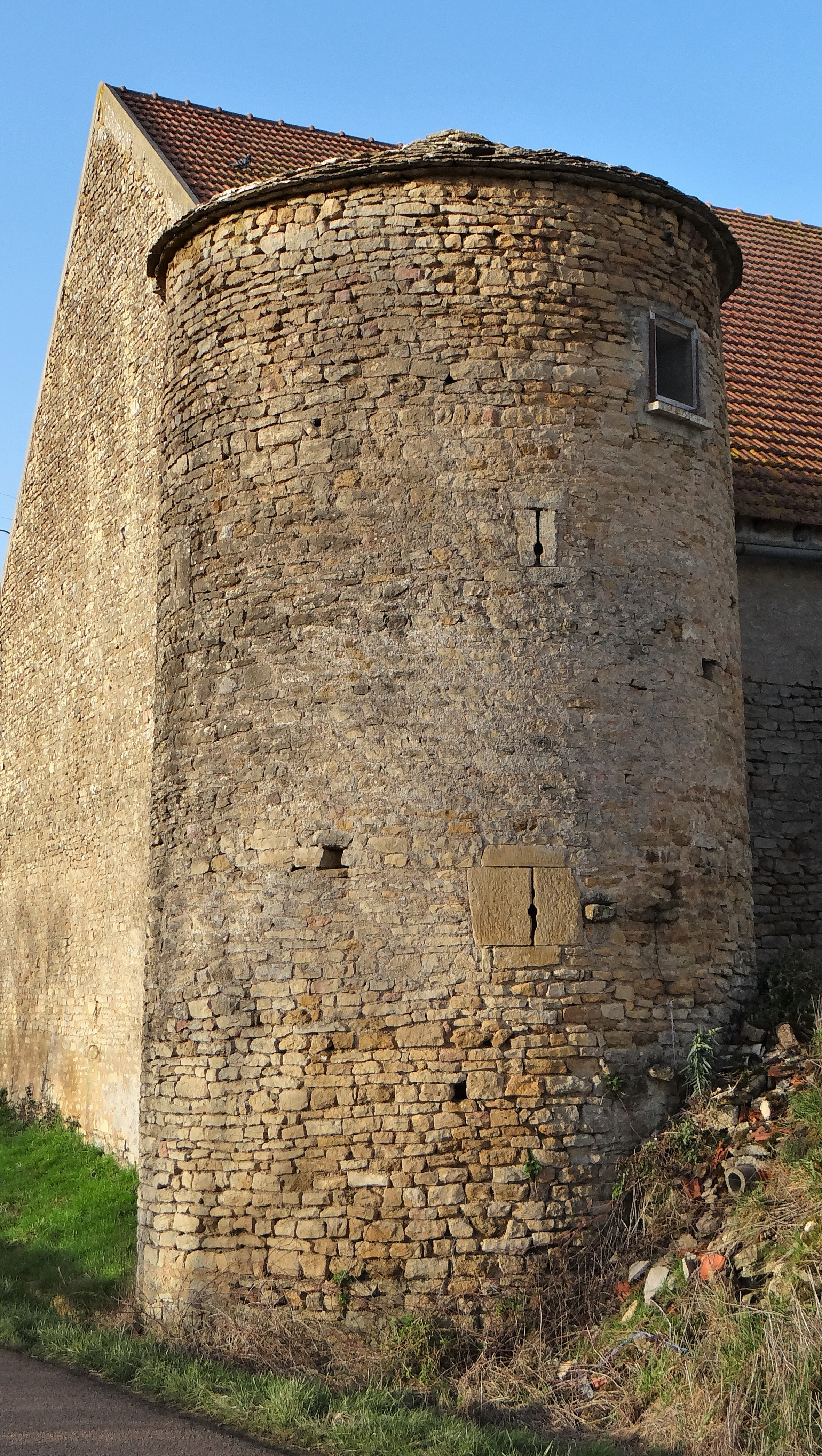
Pigeonnier.
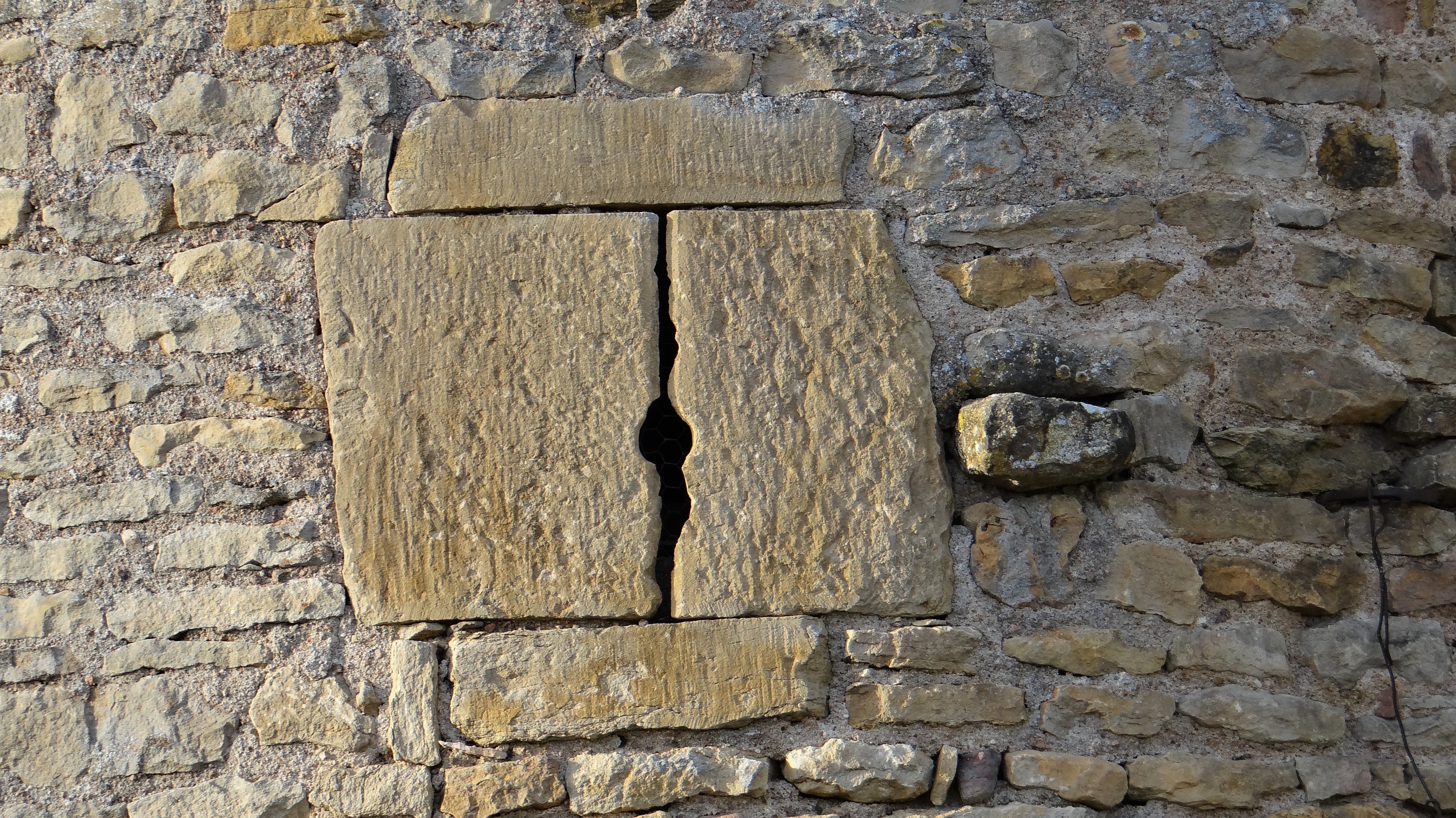
Meurtrière.